# 올림푸스 M.Zuiko Digital 150-400mm F4.5 렌즈
올림푸스 M.Zuiko Digital ED 150-400mm F4.5 TC1.25x IS PRO 렌즈는 올림푸스에서 생산한 초점거리 150-400mm의 마이크로 포서드 마운트 망원 줌렌즈이다.

## 개요
올림푸스 M.Zuiko ED 150-400mm 렌즈는 2019년 1월 E-M1X 공개 당시 개발 발표되어, 2년여의 개발 끝에 2020년 11월 17일 정식으로 발표되었다. 1.25배율 텔레컨버터를 내장하여 187.5-500mm F5.6으로 사용할 수 있으며, M.Zuiko Digital 텔레컨버터 MC-14 및 MC-20과 함께 사용할 경우 각기 262.5-700mm F8, 375-1000mm F11에 해당한다.
바디 내장 손떨림보정과 보강간섭되는 렌즈 내장 손떨림보정으로 150mm에서 최대 8스탑, 400mm에서 최대 6스탑의 보정 효과를 가지며, 렌즈 자체는 400mm 초점거리에서 4.5스탑의 보정 능력을 가진다. 올림푸스 최고가 렌즈답게 전면의 불소 코팅, IPX1 등급 방진방적 및 1.3m에 불과한 최단 초점거리 등 고급 망원렌즈에 필요한 요건들을 다수 갖추고 있다.

## 사양
| M.Zuiko Digital ED 150-400mm F4.5 TC1.25x IS PRO | M.Zuiko Digital ED 150-400mm F4.5 TC1.25x IS PRO  |
| ------------------------------------------------ | ------------------------------------------------- |
| 제품 사진                                        |                                                   |
| 화각(대각선)                                     | 8.2°~ 3.1°(텔레컨버터 사용시 6.6°~ 2.5°)          |
| 광학 구성                                        | 18군 28매 (텔레컨버터 4군 7매 포함)               |
| 특수 광학군                                      | 비구면ED 1매, 슈퍼 ED 4매, ED 2매, HR 2매, HD 1매 |
| 조리개 구성                                      | 9매, 원형                                         |
| 최소 조리개                                      | F22 (텔레컨버터 사용시 F29)                       |
| 손떨림 보정                                      | 있음                                              |
| 방진방적                                         | 있음                                              |
| 크기                                             | ⌀115.8 x 314.3mm                                  |
| 최단촬영거리                                     | 1.3m / 6m (리미터 사용)                           |
| 무게                                             | 1,875g                                            |
| 필터 직경                                        | ⌀95mm                                             |
| 발매년월                                         | 2021/01                                           |
| 권장 소비자 가격 $                               | 7500$                                             |

## 같이 보기
- 마이크로 포서즈 시스템